# 1970 في بوليفيا
فيما يلي قوائم الأحداث التي وقعت خلال عام 1970 في بوليفيا.

## سياسة

### تعيين في المنصب
- 7 أكتوبر – خوان خوسيه توريس قائمة رؤساء بوليفيا.

## مواليد

### مارس
- 10 مارس – كو إيشيكاوا لاعب كرة قدم ياباني.

### يوليو
- 11 يوليو – إيفان كاستيلو لاعب كرة قدم بوليفي.

### سبتمبر
- 26 سبتمبر – ماركو إيتشيفيري لاعب كرة قدم بوليفي.

## وفيات

### فبراير
- 15 فبراير – جايمي أوتيرو كالديرون (مواليد 1921)

### مايو
- 14 مايو – إميليو فيلانويفا (مواليد 1882) مهندس معماري بوليفي.